# 萨拉基里奥角
萨拉基里奥角（土耳其語：Sarayburnu，意为“皇宮角”）位于土耳其伊斯坦布尔，是一個将金角湾和马尔马拉海分开的岬，著名的托卡比皇宮和古爾哈尼公園的所在地。1985年，萨拉基里奥角作为伊斯坦布尔历史区的一部分，被列为世界遗产。

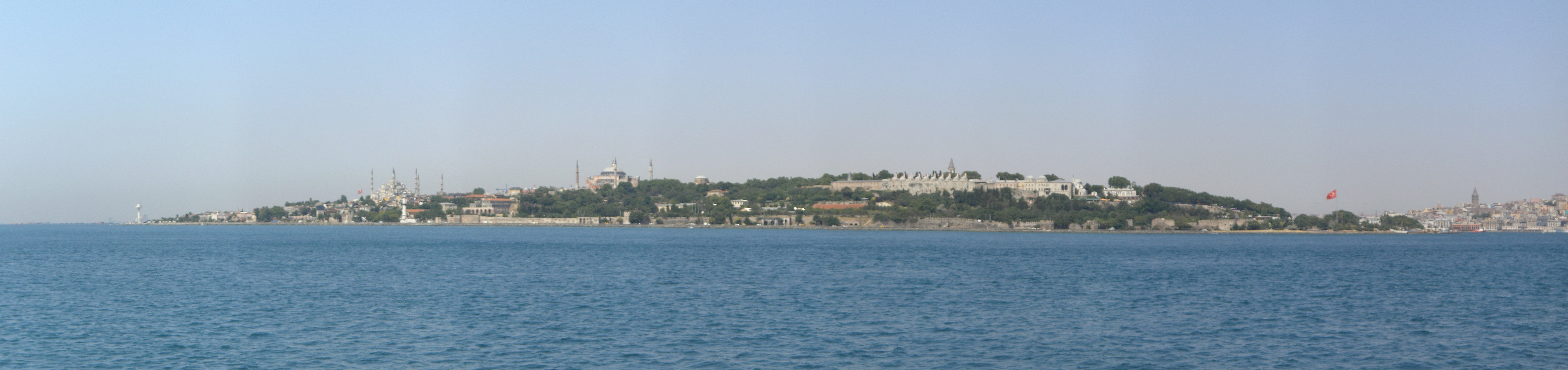
从左向右：苏丹艾哈迈德清真寺，圣索菲亚大教堂，包括托卡比皇宮和海墙的萨拉基里奥角，最右侧是金角湾对岸的加拉达石塔

## 历史
萨拉基里奥角的第一个居民点，名为Lyngos (希腊语: Λυγγος)，由色雷斯人部落创建于公元前13世纪到公元前11世纪之间，老普林尼曾在他的历史记载提到。Lygos只有少数的城墙和子结构（substructures）保存下来，靠近今天著名的托卡比皇宮。在拜占庭时期，卫城矗立在今天托卡比皇宮所在的地方。
前667年，来自墨伽拉（在雅典附近）的古希腊定居者，在国王拜占斯的命令下，在萨拉基里奥角建立了拜占庭城。此前，在前685年，墨伽拉人已经在博斯普鲁斯海峡对岸的安那托利亞海滨建立了迦克墩（今天的卡德柯伊）。事实上今天伊斯坦布尔最古老的居民点就建在安那托利亞一侧，例如 Fikirtepe ，可以追溯到公元前5500-3500年的红铜时代。在附近的卡德柯伊（古代的迦克墩），发现了一个腓尼基时代的大型港口居民点（早于墨伽拉居民点）。
在古代，在萨拉基里奥角的附近有两个天然港口，位于今天的Sirkeci和艾米諾努区（Prosphorion港和Neorion港，为金角湾海岸线的凹入点）。由于这种形状，萨拉基里奥角比今天更为突出。在以后的时期，该地区是金角湾和马尔马拉海的海墙的汇合点。在拜占庭帝国时期，这一地区在希腊语中称为圣迪米特里奥斯（Hagios Demetrios）。 
在奥斯曼帝国后期的1871年，由于修筑铁路，萨拉基里奥角地区的城墙被部分拆除，但在某些地区仍然完整 - 特别是在靠近托卡比皇宮、奥斯曼苏丹兴建于15世纪的部分。著名的古爾哈尼公園位于皇宫的旁边。